# 몬테산타마리아티베리나
몬테산타마리아티베리나(이탈리아어: Monte Santa Maria Tiberina)는 이탈리아 움브리아주 페루자도에 위치한 코무네다. 페루자로부터 북서쪽 40km 거리에 있다.